# 亘理町立亘理中学校
亘理町立亘理中学校（わたりちょうりつ わたりちゅうがっこう）は、宮城県亘理郡亘理町にある公立中学校。

## 学校目標
- 知・徳・体のバランスのとれた生徒の育成
  - 進んで学び，深く考える生徒
  - 自他を思いやり，心豊かな生徒
  - 心身ともに健やかで、たくましく生きる生徒 [1]

## 沿革
- 1947年（昭和22年）4月1日 - 亘理中学校開校

## 学区
- 亘理小学校、吉田小学校の全域及び高屋小学校の一部[2]

## 所在地
- 宮城県亘理郡亘理町字沼頭1